# Eleições autárquicas portuguesas de 1982 no distrito de Lisboa
| Eleições autárquicas portuguesas de 1982 Distritos: Aveiro \| Beja \| Braga \| Bragança \| Castelo Branco \| Coimbra \| Évora \| Faro \| Guarda \| Leiria \| Lisboa \| Portalegre \| Porto \| Santarém \| Setúbal \| Viana do Castelo \| Vila Real \| Viseu \| Açores \| Madeira |

## Resultados por concelho
Os resultados nos concelhos do distrito de Lisboa foram os seguintes:

### Alenquer
| Partido                 | Partido                 | Votos  | %               | +/-  | Vereadores | +/-     |
| ----------------------- | ----------------------- | ------ | --------------- | ---- | ---------- | ------- |
|                         | Partido Socialista      | 10 362 | 52,18 / 100,00  | 8,73 | 4 / 7      | 1       |
|                         | Aliança Povo Unido      | 5 231  | 26,34 / 100,00  | 2,87 | 2 / 7      | Estável |
|                         | Aliança Democrática     | 3 498  | 17,61 / 100,00  | 4,49 | 1 / 7      | 1       |
|                         | PCTP/MRPP               | 144    | 0,73 / 100,00   | 1,31 | 0 / 7      | Estável |
| Votos Inválidos         | Votos Inválidos         | 625    | 3,14 / 100,00   | 0,52 |            |         |
| Total                   | Total                   | 19 860 | 100,00 / 100,00 |      | 7 / 7      |         |
| Eleitorado/Participação | Eleitorado/Participação | 26 641 | 74,55 / 100,00  | 1,11 |            |         |

### Amadora
| Partido                 | Partido                                | Votos   | %               | +/-  | Vereadores | +/-     |
| ----------------------- | -------------------------------------- | ------- | --------------- | ---- | ---------- | ------- |
|                         | Aliança Povo Unido                     | 34 966  | 41,04 / 100,00  | 3,43 | 5 / 11     | 1       |
|                         | Partido Socialista                     | 23 765  | 27,89 / 100,00  | 2,88 | 3 / 11     | Estável |
|                         | Aliança Democrática                    | 22 949  | 26,93 / 100,00  | 5,57 | 3 / 11     | 1       |
|                         | União Democrática Popular              | 962     | 1,13 / 100,00   | 1,31 | 0 / 11     | Estável |
|                         | PCTP/MRPP                              | 381     | 0,45 / 100,00   | 0,18 | 0 / 11     | Estável |
|                         | Partido Operário de Unidade Socialista | 255     | 0,30 / 100,00   | -    | 0 / 11     | -       |
| Votos Inválidos         | Votos Inválidos                        | 1 931   | 2,26 / 100,00   | 0,99 |            |         |
| Total                   | Total                                  | 85 209  | 100,00 / 100,00 |      | 11 / 11    |         |
| Eleitorado/Participação | Eleitorado/Participação                | 117 701 | 72,39 / 100,00  | 1,76 |            |         |

### Arruda dos Vinhos
| Partido                 | Partido                 | Votos | %               | +/-  | Vereadores | +/-     |
| ----------------------- | ----------------------- | ----- | --------------- | ---- | ---------- | ------- |
|                         | Partido Socialista      | 2 271 | 51,45 / 100,00  | 2,75 | 3 / 5      | Estável |
|                         | Aliança Democrática     | 1 131 | 25,62 / 100,00  | 3,41 | 1 / 5      | Estável |
|                         | Aliança Povo Unido      | 753   | 17,06 / 100,00  | 2,63 | 1 / 5      | Estável |
|                         | PCTP/MRPP               | 110   | 2,49 / 100,00   | 2,49 | 0 / 5      | Estável |
| Votos Inválidos         | Votos Inválidos         | 149   | 3,37 / 100,00   | 0,47 |            |         |
| Total                   | Total                   | 4 414 | 100,00 / 100,00 |      | 5 / 5      |         |
| Eleitorado/Participação | Eleitorado/Participação | 6 813 | 64,79 / 100,00  | 2,43 |            |         |

### Azambuja
| Partido                 | Partido                   | Votos  | %               | +/-  | Vereadores | +/-     |
| ----------------------- | ------------------------- | ------ | --------------- | ---- | ---------- | ------- |
|                         | Aliança Povo Unido        | 4 275  | 38,21 / 100,00  | 6,38 | 3 / 7      | Estável |
|                         | PS-UEDS                   | 3 871  | 34,60 / 100,00  | Novo | 3 / 7      | Novo    |
|                         | Partido Social Democrata  | 2 049  | 18,32 / 100,00  | 5,65 | 1 / 7      | 1       |
|                         | União Democrática Popular | 298    | 2,66 / 100,00   | 3,05 | 0 / 7      | Estável |
|                         | PCTP/MRPP                 | 215    | 1,92 / 100,00   | 0,58 | 0 / 7      | Estável |
| Votos Inválidos         | Votos Inválidos           | 279    | 4,28 / 100,00   | 0,88 |            |         |
| Total                   | Total                     | 11 187 | 100,00 / 100,00 |      | 7 / 7      |         |
| Eleitorado/Participação | Eleitorado/Participação   | 15 119 | 73,99 / 100,00  | 3,26 |            |         |

### Cadaval
| Partido                 | Partido                 | Votos  | %               | +/-  | Vereadores | +/-     |
| ----------------------- | ----------------------- | ------ | --------------- | ---- | ---------- | ------- |
|                         | Aliança Democrática     | 3 803  | 47,86 / 100,00  | -    | 4 / 7      | -       |
|                         | Partido Socialista      | 3 072  | 38,66 / 100,00  | 1,03 | 3 / 7      | Estável |
|                         | Aliança Povo Unido      | 662    | 8,33 / 100,00   | 0,82 | 0 / 7      | Estável |
| Votos Inválidos         | Votos Inválidos         | 409    | 5,15 / 100,00   | 0,37 |            |         |
| Total                   | Total                   | 7 946  | 100,00 / 100,00 |      | 7 / 7      |         |
| Eleitorado/Participação | Eleitorado/Participação | 11 584 | 68,59 / 100,00  | 1,82 |            |         |

### Cascais
| Partido                 | Partido                    | Votos   | %               | +/-   | Vereadores | +/-     |
| ----------------------- | -------------------------- | ------- | --------------- | ----- | ---------- | ------- |
|                         | Partido Social Democrata   | 22 909  | 29,80 / 100,00  | -     | 4 / 11     | -       |
|                         | Aliança Povo Unido         | 19 772  | 25,72 / 100,00  | 0,28  | 3 / 11     | 1       |
|                         | Centro Democrático Social  | 15 645  | 20,35 / 100,00  | 28,22 | 2 / 11     | 3       |
|                         | Partido Socialista         | 14 738  | 19,17 / 100,00  | 0,54  | 2 / 11     | Estável |
|                         | PCTP/MRPP                  | 582     | 0,76 / 100,00   | 0,58  | 0 / 11     | Estável |
|                         | Partido Popular Monárquico | 466     | 0,61 / 100,00   | -     | 0 / 11     | -       |
|                         | União Democrática Popular  | 420     | 0,55 / 100,00   | 1,46  | 0 / 11     | Estável |
| Votos Inválidos         | Votos Inválidos            | 2 351   | 3,06 / 100,00   | 1,14  |            |         |
| Total                   | Total                      | 76 883  | 100,00 / 100,00 |       | 11 / 11    | 2       |
| Eleitorado/Participação | Eleitorado/Participação    | 107 079 | 71,80 / 100,00  | 0,56  |            |         |

### Lisboa
| Partido                 | Partido                                | Votos   | %               | +/-  | Vereadores | +/-     |
| ----------------------- | -------------------------------------- | ------- | --------------- | ---- | ---------- | ------- |
|                         | Aliança Democrática                    | 198 274 | 41,34 / 100,00  | 5,33 | 7 / 17     | 2       |
|                         | Partido Socialista                     | 129 499 | 27,00 / 100,00  | 3,65 | 5 / 17     | 1       |
|                         | Aliança Povo Unido                     | 127 384 | 26,56 / 100,00  | 1,46 | 5 / 17     | 1       |
|                         | Partido Operário de Unidade Socialista | 4 183   | 0,87 / 100,00   | -    | 0 / 17     | -       |
|                         | União Democrática Popular              | 4 039   | 0,84 / 100,00   | 1,33 | 0 / 17     |         |
|                         | PCTP/MRPP                              | 2 343   | 0,49 / 100,00   | 0,25 | 0 / 17     | Estável |
| Votos Inválidos         | Votos Inválidos                        | 13 928  | 2,91 / 100,00   | 0,95 |            |         |
| Total                   | Total                                  | 479 650 | 100,00 / 100,00 |      | 17 / 17    |         |
| Eleitorado/Participação | Eleitorado/Participação                | 664 610 | 72,17 / 100,00  | 3,38 |            |         |

### Loures
| Partido                 | Partido                                | Votos   | %               | +/-  | Vereadores | +/-     |
| ----------------------- | -------------------------------------- | ------- | --------------- | ---- | ---------- | ------- |
|                         | Aliança Povo Unido                     | 64 728  | 44,33 / 100,00  | 7,64 | 5 / 11     | Estável |
|                         | Partido Socialista                     | 41 529  | 28,44 / 100,00  | 4,71 | 3 / 11     | 1       |
|                         | Aliança Democrática                    | 34 023  | 23,30 / 100,00  | -    | 3 / 11     | -       |
|                         | PCTP/MRPP                              | 893     | 0,61 / 100,00   | 0,47 | 0 / 11     | Estável |
|                         | União Democrática Popular              | 857     | 0,59 / 100,00   | 0,98 | 0 / 11     |         |
|                         | Partido Operário de Unidade Socialista | 539     | 0,37 / 100,00   | -    | 0 / 11     | -       |
| Votos Inválidos         | Votos Inválidos                        | 3 448   | 2,37 / 100,00   | 0,42 |            |         |
| Total                   | Total                                  | 146 017 | 100,00 / 100,00 |      | 11 / 11    |         |
| Eleitorado/Participação | Eleitorado/Participação                | 196 694 | 74,24 / 100,00  | 0,77 |            |         |

### Lourinhã
| Partido                 | Partido                 | Votos  | %               | +/-  | Vereadores | +/-     |
| ----------------------- | ----------------------- | ------ | --------------- | ---- | ---------- | ------- |
|                         | Partido Socialista      | 5 721  | 50,37 / 100,00  | 3,17 | 4 / 7      | Estável |
|                         | Aliança Democrática     | 4 841  | 42,62 / 100,00  | 4,41 | 3 / 7      | Estável |
|                         | Aliança Povo Unido      | 336    | 2,96 / 100,00   | 0,30 | 0 / 7      | Estável |
| Votos Inválidos         | Votos Inválidos         | 461    | 4,06 / 100,00   | 0,95 |            |         |
| Total                   | Total                   | 11 359 | 100,00 / 100,00 |      | 7 / 7      |         |
| Eleitorado/Participação | Eleitorado/Participação | 16 181 | 70,20 / 100,00  | 6,24 |            |         |

### Mafra
| Partido                 | Partido                 | Votos  | %               | +/-  | Vereadores | +/-     |
| ----------------------- | ----------------------- | ------ | --------------- | ---- | ---------- | ------- |
|                         | Aliança Democrática     | 9 619  | 42,92 / 100,00  | 3,72 | 3 / 7      | Estável |
|                         | Partido Socialista      | 7 596  | 33,90 / 100,00  | 2,84 | 3 / 7      | Estável |
|                         | Aliança Povo Unido      | 3 385  | 15,11 / 100,00  | 3,10 | 1 / 7      | Estável |
|                         | PCTP/MRPP               | 683    | 3,05 / 100,00   | 1,67 | 0 / 7      | Estável |
| Votos Inválidos         | Votos Inválidos         | 1 126  | 5,02 / 100,00   | 1,79 |            |         |
| Total                   | Total                   | 22 409 | 100,00 / 100,00 |      | 7 / 7      |         |
| Eleitorado/Participação | Eleitorado/Participação | 33 117 | 67,67 / 100,00  | 0,73 |            |         |

### Oeiras
| Partido                 | Partido                   | Votos   | %               | +/-  | Vereadores | +/-     |
| ----------------------- | ------------------------- | ------- | --------------- | ---- | ---------- | ------- |
|                         | Aliança Democrática       | 31 083  | 39,75 / 100,00  | 5,62 | 5 / 11     | 1       |
|                         | Aliança Povo Unido        | 23 240  | 29,72 / 100,00  | 2,04 | 3 / 11     | Estável |
|                         | Partido Socialista        | 20 959  | 26,80 / 100,00  | 4,10 | 3 / 11     | 1       |
|                         | União Democrática Popular | 626     | 0,80 / 100,00   | 1,01 | 0 / 11     | Estável |
|                         | PCTP/MRPP                 | 272     | 0,35 / 100,00   | 0,93 | 0 / 11     | Estável |
| Votos Inválidos         | Votos Inválidos           | 2 018   | 2,58 / 100,00   | 1,38 |            |         |
| Total                   | Total                     | 78 198  | 100,00 / 100,00 |      | 11 / 11    | 2       |
| Eleitorado/Participação | Eleitorado/Participação   | 105 365 | 74,22 / 100,00  | 1,79 |            |         |

### Sintra
| Partido                 | Partido                   | Votos   | %               | +/-  | Vereadores | +/-     |
| ----------------------- | ------------------------- | ------- | --------------- | ---- | ---------- | ------- |
|                         | Aliança Democrática       | 37 362  | 32,93 / 100,00  | 7,22 | 4 / 11     | 1       |
|                         | Aliança Povo Unido        | 35 949  | 31,69 / 100,00  | 1,41 | 4 / 11     | 1       |
|                         | Partido Socialista        | 34 792  | 30,67 / 100,00  | 6,45 | 3 / 11     | Estável |
|                         | União Democrática Popular | 1 186   | 1,05 / 100,00   | 1,43 | 0 / 11     | Estável |
|                         | PCTP/MRPP                 | 656     | 0,58 / 100,00   | 0,44 | 0 / 11     | Estável |
| Votos Inválidos         | Votos Inválidos           | 3 504   | 3,08 / 100,00   | 1,22 |            |         |
| Total                   | Total                     | 113 449 | 100,00 / 100,00 |      | 11 / 11    |         |
| Eleitorado/Participação | Eleitorado/Participação   | 158 768 | 71,46 / 100,00  | 0,19 |            |         |

### Sobral de Monte Agraço
| Partido                 | Partido                 | Votos | %               | +/-  | Vereadores | +/-     |
| ----------------------- | ----------------------- | ----- | --------------- | ---- | ---------- | ------- |
|                         | Aliança Povo Unido      | 2 356 | 54,65 / 100,00  | 8,88 | 3 / 5      | Estável |
|                         | Partido Socialista      | 908   | 21,06 / 100,00  | 5,02 | 1 / 5      | Estável |
|                         | Aliança Democrática     | 692   | 16,05 / 100,00  | -    | 1 / 5      | -       |
|                         | PCTP/MRPP               | 130   | 3,02 / 100,00   | 2,19 | 0 / 5      | Estável |
| Votos Inválidos         | Votos Inválidos         | 225   | 5,22 / 100,00   | 2,15 |            |         |
| Total                   | Total                   | 4 311 | 100,00 / 100,00 |      | 5 / 5      |         |
| Eleitorado/Participação | Eleitorado/Participação | 6 118 | 70,46 / 100,00  | 1,34 |            |         |

### Torres Vedras
| Partido                 | Partido                 | Votos  | %               | +/-  | Vereadores | +/-     |
| ----------------------- | ----------------------- | ------ | --------------- | ---- | ---------- | ------- |
|                         | Partido Socialista      | 15 017 | 44,31 / 100,00  | 9,50 | 4 / 7      | 1       |
|                         | Aliança Democrática     | 11 110 | 32,78 / 100,00  | -    | 2 / 7      | -       |
|                         | Aliança Povo Unido      | 6 464  | 19,07 / 100,00  | 2,74 | 1 / 7      | Estável |
| Votos Inválidos         | Votos Inválidos         | 1 300  | 3,83 / 100,00   | 1,03 |            |         |
| Total                   | Total                   | 33 891 | 100,00 / 100,00 |      | 7 / 7      |         |
| Eleitorado/Participação | Eleitorado/Participação | 48 712 | 69,57 / 100,00  | 3,82 |            |         |

### Vila Franca de Xira
| Partido                 | Partido                 | Votos  | %               | +/-  | Vereadores | +/-     |
| ----------------------- | ----------------------- | ------ | --------------- | ---- | ---------- | ------- |
|                         | Aliança Povo Unido      | 21 060 | 44,87 / 100,00  | 0,19 | 4 / 9      | Estável |
|                         | Partido Socialista      | 15 693 | 33,44 / 100,00  | 3,80 | 3 / 9      | Estável |
|                         | Aliança Democrática     | 8 611  | 18,35 / 100,00  | 3,42 | 2 / 9      | Estável |
|                         | PCTP/MRPP               | 419    | 0,89 / 100,00   | 0,13 | 0 / 9      | Estável |
| Votos Inválidos         | Votos Inválidos         | 1 150  | 2,45 / 100,00   | 0,97 |            |         |
| Total                   | Total                   | 46 933 | 100,00 / 100,00 |      | 9 / 9      |         |
| Eleitorado/Participação | Eleitorado/Participação | 62 067 | 75,62 / 100,00  | 0,51 |            |         |